# Saint-Lary-Soulan
Saint-Lary-Soulan é uma comuna francesa do departamento dos Altos Pirenéus, na região administrativa de Occitânia.

## Geografia
Saint-Lary-Soulan é uma estação de esqui e estação termal dos Pirenéus localizada no vale do rio Aure, na fronteira com a Espanha, acessível pelo túnel de Bielsa.

## História
Faz parte do caminho de Santiago de Compostela pelo passo de Rioumajou.